# فاطمه مهاجرانی
فاطمه مهاجرانی (زادهٔ مرداد ۱۳۴۹) سیاستمدار ایرانی است که از ۷ شهریور ۱۴۰۳ سخنگوی دولت چهاردهم است. او اولین سخنگوی زن دولت پس از انقلاب ۱۳۵۷ محسوب می‌شود.
مهاجرانی پیش از این رئیس دانشکده فنی و حرفه‌ای دختران شریعتی و سرپرست معاونت آموزشی دانشگاه فنی و حرفه‌ای (دانشگاه ملی مهارت) بود. او در ۲۶ مهر ۱۳۹۶ از سوی سید محمد بطحایی، وزیر وقت آموزش و پرورش، به‌عنوان رئیس مرکز ملی پرورش استعدادهای درخشان و دانش‌پژوهان جوان انتخاب شد و در ۱۴ مرداد ۱۳۹۹ از این سمت کناره‌گیری کرد. مهاجرانی معاونت برنامه‌ریزی و توسعه مشارکت‌های سازمان نوسازی، توسعه و تجهیز مدارس کشور را نیز در سابقه دارد. وی همچنین یکی از داوران مسابقه میم مثل معلم از شبکه دو است.

## زندگی شخصی
مهاجرانی در مرداد ۱۳۴۹ در اراک به دنیا آمد. پدرش استاد دانشگاه بود. او یک برادر بزرگ‌تر و و یک برادر و خواهر کوچک‌تر از خود دارد. مهاجرانی در ۲۴ سالگی صاحب یک پسر شد.
او لیسانس خود را در رشته مکانیک در دانشگاه شهید باهنر کرمان اخذ کرد و در همین دانشگاه با فوق لیسانس رشته مهندسی مکانیک فارغ‌التحصیل شد. او برای تحصیلات تکمیلی، بورسیه دکتری رشته رباتیک از دانشگاه بونل لندن را کسب کرد، اما به دلایل خانوادگی امکان ادامه تحصیلات در آنجا را پیدا نکرد. مهاجرانی سپس مدرک فوق لیسانس در رشته استراتژی را در دانشگاه هریوت-وات اسکاتلند گرفت و دکترای خود را در رشته مدیریت کسب‌وکار ادامه داد.

## فعالیت‌ها و سوابق
مهاجرانی در مهر ۱۳۹۶ از سوی محمد بطحایی، وزیر آموزش و پرورش دولت دوازدهم به‌عنوان رئیس مرکز ملی پرورش استعدادهای درخشان و دانش پژوهان جوان انتخاب شد. در سال‌های اخیر نیز مهاجرانی به‌عنوان عضو هیئت علمی مؤسسه آموزش عالی غیرانتفاعی ارشاد در رشته مدیریت بازرگانی فعالیت نموده که چهره‌هایی با سابقه اصلاح‌طلبی در تأسیس آن نقش داشته‌اند. نام مهاجرانی در فهرست اعضای شورای راهبری کابینه دولت چهاردهم که ریاست آن بر عهده محمدجواد ظریف بود قرار داشت. در ۷ شهریور ۱۴۰۳ مهاجرانی به‌عنوان سخنگوی دولت چهاردهم انتخاب شد. لازم است ذکر شود که علی بهادری جهرمی، پیش از فاطمه مهاجرانی این سمت را در دولت سیزدهم برعهده داشت.
مهاجرانی در سال ۱۴۰۱ از طرف رئیس جامعه خیرین مدرسه‌ساز کشور به عنوان رئیس کمیسیون بانوان جامعه خیرین مدرسه‌ساز کشور انتخاب شده است.

## دیدگاه‌ها
مهاجرانی گفته که فمینیسم «به دنبال تضعیف جایگاه زن و محدود کردن آن است.»

### تجمع انتخاباتی ۱۴۰۳
او در ۱۳ تیر ۱۴۰۳، در تجمع انتخاباتی مسعود پزشکیان در اراک بیان کرد: «من به عنوان یک مادر اجازه نخواهم داد مهرشاد شهیدی دیگری بر خاک بیفتد. اجازه نمی‌دهیم اندکی تمامیت‌خواه، کوچه‌های ما را پر از خون جوانان‌مان کنند.» امیر شهیدی، پدر مهرشاد شهیدی در شبکه اجتماعی ایکس، این گفته‌های مهاجرانی را «سوءاستفاده از نام» پسرش و «بی‌اخلاقی سیاسی» نامید و اعلام کرد که خانواده شهیدی، از هیچ‌یک از نامزدهای انتخابات ریاست‌جمهوری ۱۴۰۳ حمایت نخواهند کرد.

### حمایت از قاسم سلیمانی
مهاجرانی هنگامی که رئیس مرکز پرورش استعدادهای درخشان بود در سال ۱۳۹۸ بیان‌کرد: «امیدوارم بتوانیم دانش‌آموزانی را تربیت کنیم که برای حفظ ارزش‌های نظام جمهوری اسلامی ایران به سرمشق قاسم سلیمانی نگاه کنند.»